# Luigi Masieri
Luigi Masieri (XIX secolo – XIX secolo) è stato un traduttore e scrittore italiano.

## Biografia
Della vita di Luigi Masieri non si sa quasi nulla. Ha vissuto in Lombardia. Era assiduo al Caffè Martini alla Scala di Milano. Non bisogna confonderlo con un omonimo traduttore dal francese di testi di architettura e di matematica, che sembra più anziano di lui e che si firma "Dr. Luigi Masieri", oppure "Professore di matematica Luigi Masieri". La sua opera d'instancabile traduttore dal francese è stata di grande aiuto per la diffusione in Italia della drammaturgia e del romanzo in lingua francese. I romanzi tradotti dal francese in genere venivano prima pubblicati in "Appendice" ai quotidiani, poi raccolti in volume. La letteratura francese, così veicolata, ebbe notevole influenza sulla cultura italiana di area lombardo-veneta, tra gli anni Trenta e gli anni Sessanta dell'Ottocento: la Francia era stata maestra di libertà, fraternità e legalità, vi fioriva il romanticismo, quindi la letteratura francese era accolta per la modernità e anche per un alone di libertà politica che portava con sé. Luigi Masieri ha tradotto anche romanzi provenienti dalla comunità francese in Canada. Fu autore di Mazeppa, lungo racconto storico, ambientato nel Settecento, nelle steppe dell'Ucraina e della Russia, e del romanzo Gli imbecilli.
Il dramma L'ultimo giorno di un condannato a morte, scritto e allestito da Victor Hugo per la Comédie-Française, nel 1835, fu precocemente tradotto in italiano da Gaetano Barbieri (1836), da Giambattista Bazzoni (1836) e da Luigi Masieri (1838). Ippolito Nievo possedeva Stello o i Diavoli turchini di Alfred de Vigny, tradotto da Luigi Masieri, nella edizione milanese del 1835. Il libro, con la firma autografa di Ippolito Nievo, appartiene oggi alla Fondazione che ha il suo nome.

### Traduzioni
- Victor Hugo, L'ultimo giorno di un condannato a morte, Milano, Alessandro Lombardi, 1838.
- Stendhal, La certosa di Parma, Milano, Borroni e Scotti, 1855.
- Honoré de Balzac, Scene della vita di provincia, Milano, Truffi, 1834.
- Bellegarde o il fanciulli indiano adottato: storia canadese, Milano, Truffi, 1834.
- Alfred de Vigny, Stello o i diavoli turchini, Milano, Truffi, 1835.
- Ernest Legouvé, Editta di Falsen, Milano, Pirotta, 1841.
- Paul Mole-Gentilhomme, Il figlio della spia, Miano, Borroni e Scotti, 1847.
- Jean-Baptiste Honoré Raymond Capefigue, Luigi XV e il suo secolo, 1842.
- Honoré de Balzac, Papa Goriot. Storia parigina.
- Loyau D'Amboise, La Nuova Antigone: racconto, Milano, Pirotta, 1841.
- James Fenimore Cooper, Il carnefice di Berna o la badia dei vignajuoli, 1834.
- Victor Lottin de Laval, Maria de' Medici: storia del regno di Luigi 13, tratta da manoscritti inediti del cardinale di Richelieu, e di un benedettino, 1610 a 1642, Milano, Pirotta, 1835.
- François Ponsard, Onore e denaro: commedia in 5 atti.
- Alain-René Lesage, Il diavolo zoppo e Le stampelle del diavolo zoppo, Milano, G. Truffi.
- Alessandro Dumas padre, La pulcella Giovanna (1429-1431), prima versione con note, Milano, Borroni e Scotti, 1842.
- Ernesto Menard, Quiberon, o Realisti e repubblicani: romanzo storico del 1795, Milano, Pirotta, 1837.
- Eugène Sue, I misteri del popolo o Storia d'una famiglia di proletari lungo il corso de' secoli, Milano, Amalia Bettoni, 1867.

### Curatele
- Giambattista Vico, Principj di scienza nuova d'intorno alla comune natura delle nazioni, Milano, L. Cioffi, 1853.

### Riduzioni
- Mercedes Merlin, La Malibran: romanzo storico della contessa Merlin, Milano, Pirotta, 1840.

### Opere
- Mazeppa: romanzo storico, a spese dell'editore, 1843.
- Gli imbecilli, Milano, Borroni e Scotti, 1866.